# 극장판 포켓몬스터: 너로 정했다!
《극장판 포켓몬스터: 너로 정했다!》(일본어: 劇場版ポケットモンスター キミにきめた!)는 2017년 7월 15일에 개봉한 극장판 포켓몬스터 리부트작의 첫 극장판이다. 한국에서는 2017년 12월 21일에 상영되었다.

## 개요
본작은 포켓몬 영화 20작 기념 특별 기획이다. 현 단계에서 공개되고 있는 영상이나 포스터에 담긴 지우의 비주얼은 예전에 방송되던 《썬&문》이 아니라 무인 ~ 금은 편에 준하고 있다.
또한 포스터는 『포켓몬스터』 시리즈에서 공식 일러스트를 다루는 것으로 알려진 스기모리 켄의 러프 원안을 바탕으로 그려졌다.

## 등장인물
- 한지우
- 민준
- 다연
- 덕훈
- 간호순
- 크로스
- 로켓단

### 활약 포켓몬
- 피카츄

## 게스트 등장인물
- 오박사

### 게스트 포켓몬
- 칠색조
- 마샤도

## 주제가
여는 곡 〈메자세포켓몬마스터 20th aniversary〉
노래 - 사토시(성우: 마츠모토 리카)(SME 레코드)
작사 · 작곡 - 사코 토모히사 / 편곡: 사코 토모히사, Saku /
한국어 더빙판 여는 곡 〈모험의 시작 2017.ver〉
노래 - 방대식, 김기원 , 김보선, 백경태 , 정이훈
닫는 곡 〈오라시온의 테마 ~함께걷자~〉
노래 - 하야시 아스카
작사 - 하야시 아스카 / 작곡: 하야시 아스카 / 편곡: 하야시 아스카
한국어 더빙판 닫는 곡 〈내 손을 잡아〉
노래 - Taru
작사 - Taru / 작곡: 이정철, 김정아 / 편곡: 이정철, 김정아

## 같이 보기
- 포켓몬스터